# Centro Cultural de Antalya
El Centro Cultural de Antalya (en turco: Antalya Kültür Merkezi) es un complejo de convenciones multiuso situado en Antalya, en Turquía. 
Inaugurado en 1996, es propiedad de la Fundación de Cultura y Arte de Antalya (AKSAV). El complejo, con una superficie total cubierta de 9.000 m² consta de dos salas y dos vestíbulos para fines de exposición. 
Es sede de la Ópera y el Ballet estatal, el Teatro del Estado y la Orquesta Sinfónica del Estado en Antalya, el centro además acoge varios eventos culturales y de arte, y también del Festival de Cine de Antalya.